# آناتولی کوتسف
آناتولی کوتسف (انگلیسی: Anatoliy Kutsev; ۲۰ آوریل ۱۹۵۹ – ۲۶ ژوئن ۲۰۱۶) بازیکن فوتبال اهل اتحاد جماهیر شوروی سوسیالیستی بود.
از باشگاه‌هایی که در آن بازی کرده‌است می‌توان به باشگاه فوتبال کریفباس کریفیی ریه و باشگاه فوتبال دنیپرو اشاره کرد.